# Hospital de cartró
L'hospital de cartró de la Vall Fosca és un edifici fet amb cartró i fusta, construït el 1912 i situat a Cabdella (Pallars Jussà), un equipament singular i únic a Europa declarat Bé cultural d'interès local (BCIL) el 2019. Es va aixecar amb caràcter efímer, per donar resposta als accidents laborals dels obrers durant la construcció de la central hidroelèctrica de la localitat i també per atendre i curar els malalts durant episodis d'epidèmies, i va estar en actiu fins als volts del 1940, quan va caure en desús i va ser utilitzat principalment com a magatzem per part dels veïns.
Tot i utilitzat originalment per donar assistència a les prop de 4.000 persones que treballaven construint la central, en la dècada del 1980 Fecsa va instal·lar-hi el menjador dels treballadors de la central d'Estany Gento-Sallente, i darrerament havia servit també com a magatzem municipal, entre altres serveis, fet que va afavorir-ne la preservació. Amb la declaració com a BCIL per part del Consell Comarcal del Pallars Jussà, a més, l'equipament pot optar a subvencions i ajudes que en permetrien la conservació, atès que, malgrat seguir en peu, no era visitable i calia estudiar la manera de restaurar-lo i recuperar, així, el seu estat original.

## Construcció
L'edifici, construït per l'empresa Energia Elèctrica de Catalunya, és una icona de l'arquitectura industrial de principis del segle xx. Es tracta d'un hospital prefabricat, de disseny alemany, que va arribar a Cabdella en capses de plafons de cartró i s'havia de muntar per peces. Aquest era un tipus de construcció habitual en temps de guerra, ja que donava servei durant el període bèl·lic i es desmuntava i llençava el material en arribar la pau. En tot Europa aquesta és l'única construcció d'aquestes característiques que queda dempeus, i de les poques que queden al món.
L'hospital de la central de Capdella és obra de l'empresa alemanya Christoph & Unmack, la més important d'Europa a principis del segle XX en la construcció d'edificis prefabricats, tot i que també fabricava diversos tipus de motors i vagons de tren. Va rebre un gran reconeixement i premis internacionals pels seus edificis, repartits per tot el continent, i entre els quals hi havia el disseny d'una caserna militar per al concurs l'Exposició universal d'Anvers el 1885.
El model emprat és el "Doecker-normal-barracken", dissenyat pel danès Johann Gerhard Clemens Doecker, de col·locació fàcil, durabilitat alta i econòmic, que permetia una construcció senzilla i simple. L'edifici consta d'un entramat de fusta de 5 cm, i d'uns panells prefabricats de cartró d'1 m x 2 cm de gruix que fan de paret, i que resisteixen bé la intempèrie ja que gaudeixen d'un tractament específic amb pintures i vernissos. Els mateixos materials es van utilitzar a l'hora de fer la teulada, que està coberta amb teules de fibrociment i al llarg de la qual hi ha claraboies distribuïdes per a proporcionar lluminositat i facilitar la ventilació de l'interior de l'edifici. Aquest té dues ales, separades per la cuina i els serveis: l'una destinada a l'atenció i cura de malalts, i l'altra projectada per a la cirurgia en general i també per a petites intervencions.
Amb el tancament definitiu de l'hospital l'edifici va caure en desús, tot i que va passar a tenir altres funcions, i a final de 2019 estava en un estat de ruïna i abandó. Aquest mal ús de la instal·lació va comportar alguna modificació arquitectònica, que probablement va ajudar, paradoxalment, que es conservés dempeus durant més d'un segle, malgrat el caràcter efímer de la construcció i els materials emprats. L'edifici, que es va alçar en pocs dies el 1912, es preveia que durés uns 20 anys, i, en canvi, va resistir les adversitats climatològiques pròpies del clima d'alta muntanya que té la Vall Fosca.